# گریت شلفورد
گریت شلفورد (به انگلیسی: Great Shelford) یک روستا و محله مدنی در بریتانیا است که در کمبریج‌شر جنوبی واقع شده‌است. گریت شلفورد ۴٬۲۳۳ نفر جمعیت دارد.